# Основні продукти харчування

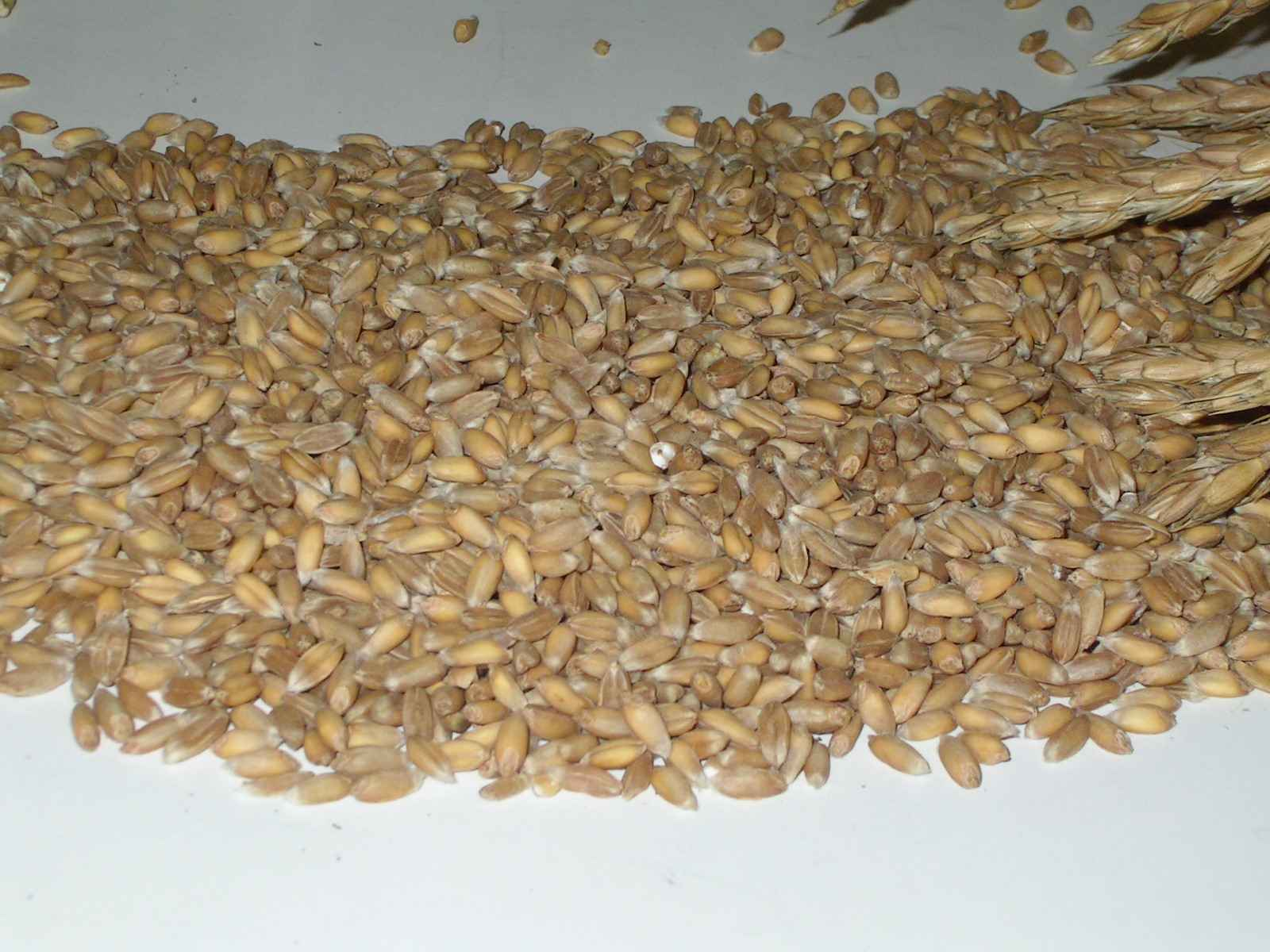
Необроблене насіння спельти, історично важливого основного продукту харчування

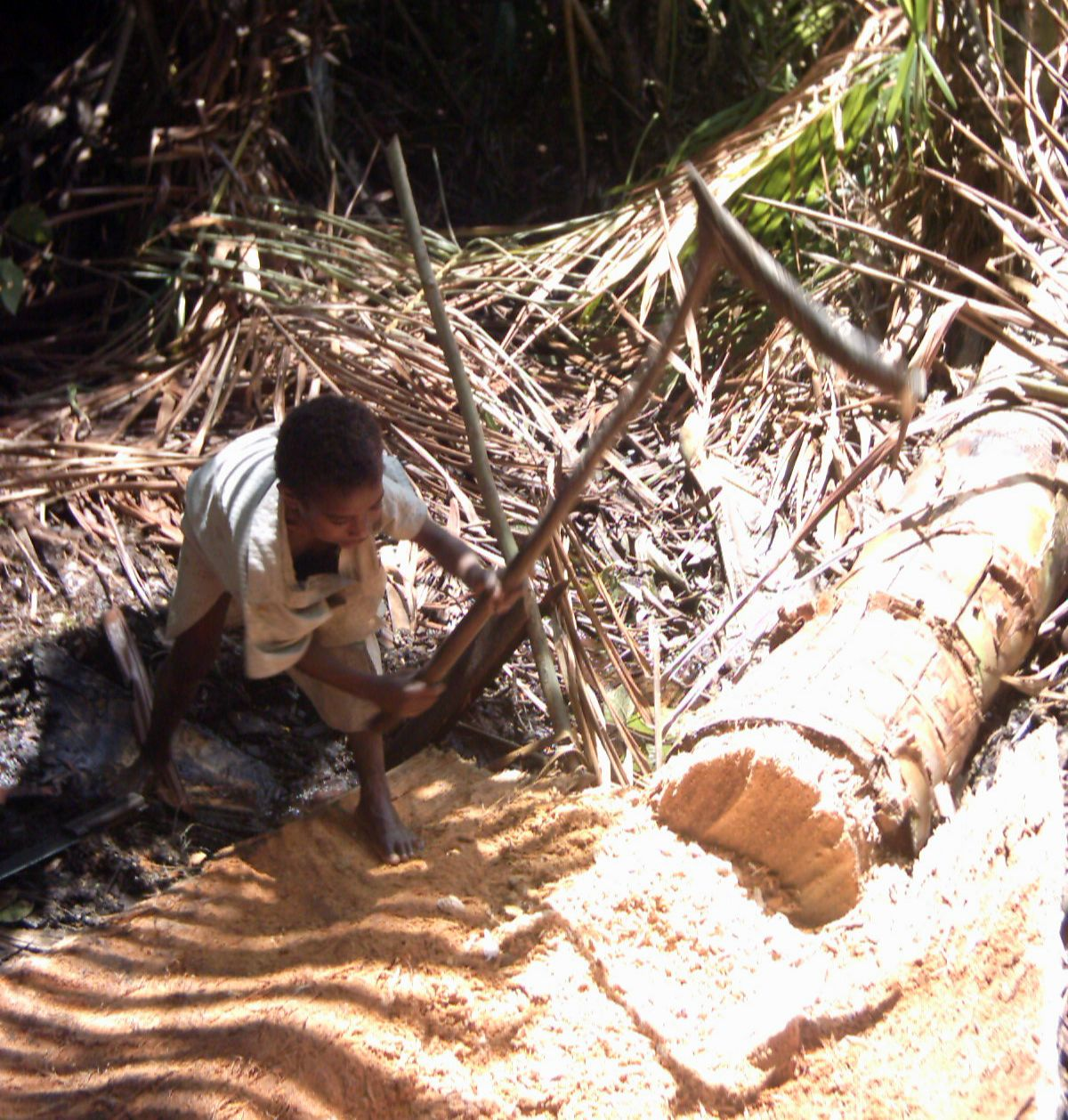
Збирання серцевини саго для виробництва крохмалю в Папуа-Новій Гвінеї

Основна їжа, основний продукт харчування або просто основний продукт — це їжа, яку їдять часто і в таких кількостях, що вона становить домінуючу частину стандартного раціону для окремої людини або групи населення, забезпечуючи значну частину енергетичних потреб і загалом формуючи також значна частка споживання інших поживних речовин. Для людей основну їжу певного суспільства можна їсти щодня або кожен прийом їжі, і більшість людей живуть на дієті, яка базується лише на невеликій різноманітності основних харчових продуктів. Конкретні основні продукти відрізняються залежно від місця, але зазвичай це недорогі або легкодоступні продукти харчування, які містять один або кілька макроелементів і мікроелементів, необхідних для виживання та здоров'я: вуглеводи, білки, жири, мінерали та вітаміни. Типовими прикладами є зерно (зернові та бобові), насіння, горіхи та коренеплоди (бульби та коренеплоди). Серед них зернові (рис, пшениця, овес, кукурудза тощо), бобові (сочевиця та квасоля) і бульби (наприклад, картопля, таро та ямс) становлять близько 90 % споживання калорій у світі.
Ранні сільськогосподарські цивілізації цінували сільськогосподарські продукти, які вони використовували як основні продукти, оскільки, окрім забезпечення необхідного харчування, вони, як правило, придатні для зберігання протягом тривалого періоду часу без гниття. Такі продукти, що не швидко псуються, є єдиними можливими основними продуктами під час сезонів дефіциту, таких як посушливі сезони або холодні зими з помірним кліматом, проти яких зберігаються врожаї. У сезони надлишку може бути доступний більший вибір продуктів.

## Тип
Основні харчові продукти отримують з рослинних або, які засвоюються людиною і можуть надходити у значних кількостях. Звичайні продукти рослинного походження включають зернові культури (наприклад, рис, пшениця, кукурудза, просо, ячмінь, овес, жито, спельта, емер, тритикале та сорго), крохмалисті бульби (наприклад, картопля, батат, батат і таро) або коренеплоди (наприклад, маніок, ріпа, морква, бруква), і сушені бобові (сочевиця і квасоля). Основні продукти тваринного походження включають різні види м'яса (як правило, худобу та птицю), рибу, яйця, молоко та молочні продукти (наприклад, сир). Інші основні продукти включають саго (отримане із серцевини сагової пальми) та великі м'ясисті фрукти (наприклад, хлібне дерево, хлібний горіх, кокос і плантан). Основні продукти також можуть включати оброблені харчові продукти (залежно від регіону), такі як оливкова олія, кокосова олія та цукор.
Як правило, основними продуктами харчування є продукти, які споживаються масово і постачають людині енергію, переважно у формі цукру та вуглеводів, і, отже, переважно рослинного походження, оскільки м'ясо та яйця складаються переважно з білка та жиру, хоча молочні продукти забезпечують усе це. Однак не всі місця придатні для сільського господарства, тому натомість можна віддати перевагу скотарству, оскільки воно має перевагу в тому, що тварини можуть жити на землі, непридатній для вирощування сільськогосподарських культур, споживати місцеві рослинні речовини, які інакше не їстівні для людей, і перетворювати їх на харчові продукти — м'ясо, субпродукти, жир, яйця та молоко — які люди можуть їсти. Таким чином, тварини можуть бути основними продуктами харчування людини в таких негостинних екосистемах, як пустелі, степи, тайга, тундра та гірські місцевості. Конкретні приклади включають скотарство в таких регіонах, як Монголія, де пасуться овець, прерії, де сіу пасли бізонів, і Арктика, де саами пасуть оленів.

## Демографія
Домінуючі основні продукти харчування в різних частинах світу залежать від погодних умов, місцевого рельєфу, обмежень у сільському господарстві, набутих смаків та екосистем. Наприклад, основними джерелами енергії в харчуванні середнього африканця є зернові культури (46 %), коренеплоди та бульби (20 %) і продукти тваринного походження (7 %). У Західній Європі основними продуктами харчування середнього раціону є продукти тваринного походження (33 %), злаки (26 %), коренеплоди та бульби (4 %).
Більшість людей живе на дієті, яка базується на одному або кількох із таких основних продуктів: зернових (рис, пшениця, кукурудза (кукурудза), просо та сорго), коренеплоди та бульби (картопля, маніок, ямс і таро) та продукти тваринного походження, такі як м'ясо, молоко, яйця, сир і риба. Регіональні основні продукти включають рослини жито, сою, ячмінь, овес і теф.
Лише 15 рослинних культур забезпечують 90 % світового споживання енергії з їжею (за винятком м'яса), при цьому рис, кукурудза та пшениця складають 2/3 споживаної людиною їжі. Ці три продукти є основними продуктами харчування приблизно 80 відсотків населення світу, а рисом харчується майже половина людства.
Тим часом коренеплоди та бульби є важливими продуктами харчування для понад мільярда людей у країнах, що розвиваються, і становлять приблизно 40 % їжі, яку споживає половина населення Африки на південь від Сахари. У коренеплодах і бульбах багато вуглеводів, кальцію і вітаміну С, але мало білка. Корінь маніоки, наприклад, є основним продуктом харчування в країнах, що розвиваються, основним джерелом їжі приблизно для 500 мільйонів людей.
З економічним розвитком і вільною торгівлею багато країн перейшли від основних продуктів харчування з низьким вмістом поживних речовин до продуктів з більшим вмістом поживних речовин, а також до більшого споживання м'яса.
Деякі продукти, такі як кіноа — псевдозлакова злакова культура, яка спочатку походила з Анд — також були основними продуктами багато століть тому. Бульби ока, бульби уллуку та зерно амаранту — це інші продукти, які, можливо, були основними продуктами Анд. Пеммікан, виготовлений із сушеного м'яса та жиру, був основним продуктом індіанців рівнин Північної Америки.

## Виробництво
Більшість основних харчових продуктів зараз виробляється з використанням сучасних традиційних методів ведення сільського господарства . Проте виробництво основних продуктів харчування з використанням методів органічного землеробства зростає.
|         |                 | Світове виробництво, 2012 рік | Середня світова врожайність, 2010 рік | Найпродуктивніші країни світу, 2012 рік | Найпродуктивніші країни світу, 2012 рік | Найбільші країни-виробники у світі, 2013 рік | Найбільші країни-виробники у світі, 2013 рік |
| Рейтинг | Культура        | (тонн)                        | (тонн на гектар)                      | (тонн на гектар)                        | Країна                                  | (тонн)                                       | Країна                                       |
| ------- | --------------- | ----------------------------- | ------------------------------------- | --------------------------------------- | --------------------------------------- | -------------------------------------------- | -------------------------------------------- |
| 1       | Кукурудза       | 873 мільйони                  | 5.1                                   | 11.1                                    | США                                     | 354 мільйони                                 | США                                          |
| 2       | Рис             | 738 мільйонів                 | 4.3                                   | 9.5                                     | Єгипет                                  | 204 мільйони                                 | КНР                                          |
| 3       | Пшениця         | 671 мільйон                   | 3.1                                   | 8.9                                     | Нова Зеландія                           | 122 мільйони                                 | КНР                                          |
| 4       | Картопля        | 365 мільйонів                 | 17.2                                  | 45.4                                    | Нідерланди                              | 96 мільйонів                                 | КНР                                          |
| 5       | Маніок їстівний | 269 мільйонів                 | 12.5                                  | 34.8                                    | Індонезія                               | 47 мільйонів                                 | Нігерія                                      |
| 6       | Соя звичайна    | 241 мільйон                   | 2.4                                   | 4.4                                     | Єгипет                                  | 91 мільйон                                   | США                                          |
| 7       | Батат           | 108 мільйонів                 | 13.5                                  | 33.3                                    | Сенегал                                 | 71 мільйон                                   | КНР                                          |
| 8       | Ямс             | 59.5 мільйонів                | 10.5                                  | 28.3                                    | Колумбія                                | 36 мільйонів                                 | Нігерія                                      |
| 9       | Сорго звичайне  | 57.0 мільйонів                | 1.5                                   | 4.5                                     | США                                     | 10 мільйонів                                 | США                                          |
| 10      | Плантан         | 37.2 мільйонів                | 6.3                                   | 31.1                                    | Сальвадор                               | 9 мільйонів                                  | Уганда                                       |

## Обробка
Рис найчастіше готують і їдять як окремі цільні зерна, але більшість інших основних злаків перемелюють на борошно або муку, яку можна використовувати для приготування хліба, локшини, макаронних виробів, каші та каш, як-от мучну кашку (хоча обидва можна їсти як зерна або подрібнені на борошно). Коренеплоди можна подрібнити в пюре і використовувати для приготування страв, схожих на кашу, таких як поі та фуфу. З бобових (наприклад, нуту, з якого виготовляють грамове борошно) і крохмалистих коренеплодів (таких як кореневища канни) також можна зробити борошно.

## Харчування
Споживані ізольовано, основні продукти не забезпечують повний спектр основних поживних речовин. Із дефіцитом поживних речовин пов'язана хвороба пелагра, що породжена з дієтою, що складається переважно з кукурудзи, тоді як хвороба бері-бері пов'язана з дієтою очищеного білого рису. Результатом нестачі вітаміну С, також відомого як аскорбінова кислота, може бути цинга. Один автор вказав, що на поживну цінність деяких основних продуктів харчування негативно впливає високий рівень вуглекислого газу, як це відбувається під час зміни клімату.

### Порівняння 10 основних продуктів харчування
У наступній таблиці показано вміст поживних речовин у 10 основних рослинних продуктах у сирому вигляді на основі сухої ваги, щоб врахувати різний вміст води в них. Сирі зерна не є їстівними і не перетравлюються, тому їх необхідно варити, пророщувати або іншим чином готувати для вживання в їжу. У пророщеному і вареному вигляді відносний вміст поживних і антипоживних речовин у кожному з цих зерен відрізняється від вмісту в сирому вигляді, як показано на малюнку. Картоплю також потрібно варити, але не пророщувати. Виділені значення показують найвищу щільність поживних речовин серед цих 10 основних продуктів. Інші продукти, що споживаються в менших кількостях, можуть мати щільність поживних речовин, відмінну від цих значень.
| Staple                           | Кукурудза[A] | Білий рис[B] | Пшениця[C] | Картопля[D] | Маніок[E] | Соєві боби, зелені[F] | Батат[G] | Ямс[Y] | Сорго[H] | Плантан[Z] | Рекомендована добова норма споживання |
| -------------------------------- | ------------ | ------------ | ---------- | ----------- | --------- | --------------------- | -------- | ------ | -------- | ---------- | ------------------------------------- |
| Вміст води (%)                   | 10           | 12           | 13         | 79          | 60        | 68                    | 77       | 70     | 9        | 65         |                                       |
| Сирі грами на 100 г сухої ваги   | 111          | 114          | 115        | 476         | 250       | 313                   | 435      | 333    | 110      | 286        |                                       |
| Поживні речовини                 |              |              |            |             |           |                       |          |        |          |            |                                       |
| Енергія (kJ)                     | 1698         | 1736         | 1574       | 1533        | 1675      | 1922                  | 1565     | 1647   | 1559     | 1460       | 8,368–10,460                          |
| Білок (g)                        | 10.4         | 8.1          | 14.5       | 9.5         | 3.5       | 40.6                  | 7.0      | 5.0    | 12.4     | 3.7        | 50                                    |
| Жири (g)                         | 5.3          | 0.8          | 1.8        | 0.4         | 0.7       | 21.6                  | 0.2      | 0.6    | 3.6      | 1.1        | 44–77                                 |
| Вуглеводи (g)                    | 82           | 91           | 82         | 81          | 95        | 34                    | 87       | 93     | 82       | 91         | 130                                   |
| Харчові волокна (g)              | 8.1          | 1.5          | 14.0       | 10.5        | 4.5       | 13.1                  | 13.0     | 13.7   | 6.9      | 6.6        | 30                                    |
| Цукор (g)                        | 0.7          | 0.1          | 0.5        | 3.7         | 4.3       | 0.0                   | 18.2     | 1.7    | 0.0      | 42.9       | мінімально                            |
| Мінерали                         | [A]          | [B]          | [C]        | [D]         | [E]       | [F]                   | [G]      | [Y]    | [H]      | [Z]        | Рекомендована добова норма споживання |
| Кальцій (mg)                     | 8            | 32           | 33         | 57          | 40        | 616                   | 130      | 57     | 31       | 9          | 1,000                                 |
| Залізо (mg)                      | 3.01         | 0.91         | 3.67       | 3.71        | 0.68      | 11.09                 | 2.65     | 1.80   | 4.84     | 1.71       | 8                                     |
| Магній (mg)                      | 141          | 28           | 145        | 110         | 53        | 203                   | 109      | 70     | 0        | 106        | 400                                   |
| Фосфор (mg)                      | 233          | 131          | 331        | 271         | 68        | 606                   | 204      | 183    | 315      | 97         | 700                                   |
| Калій (mg)                       | 319          | 131          | 417        | 2005        | 678       | 1938                  | 1465     | 2720   | 385      | 1426       | 4700                                  |
| Натрій (mg)                      | 39           | 6            | 2          | 29          | 35        | 47                    | 239      | 30     | 7        | 11         | 1,500                                 |
| Цинк (mg)                        | 2.46         | 1.24         | 3.05       | 1.38        | 0.85      | 3.09                  | 1.30     | 0.80   | 0.00     | 0.40       | 11                                    |
| Мідь (mg)                        | 0.34         | 0.25         | 0.49       | 0.52        | 0.25      | 0.41                  | 0.65     | 0.60   | -        | 0.23       | 0.9                                   |
| Марганець (mg)                   | 0.54         | 1.24         | 4.59       | 0.71        | 0.95      | 1.72                  | 1.13     | 1.33   | -        | -          | 2.3                                   |
| Селен (μg)                       | 17.2         | 17.2         | 81.3       | 1.4         | 1.8       | 4.7                   | 2.6      | 2.3    | 0.0      | 4.3        | 55                                    |
| Вітаміни                         | [A]          | [B]          | [C]        | [D]         | [E]       | [F]                   | [G]      | [Y]    | [H]      | [Z]        | Рекомендована добова норма споживання |
| Вітамін С (mg)                   | 0.0          | 0.0          | 0.0        | 93.8        | 51.5      | 90.6                  | 10.4     | 57.0   | 0.0      | 52.6       | 90                                    |
| Тіамін (B1) (mg)                 | 0.43         | 0.08         | 0.34       | 0.38        | 0.23      | 1.38                  | 0.35     | 0.37   | 0.26     | 0.14       | 1.2                                   |
| Рибофлавін (B2) (mg)             | 0.22         | 0.06         | 0.14       | 0.14        | 0.13      | 0.56                  | 0.26     | 0.10   | 0.15     | 0.14       | 1.3                                   |
| Ніацин (B3) (mg)                 | 4.03         | 1.82         | 6.28       | 5.00        | 2.13      | 5.16                  | 2.43     | 1.83   | 3.22     | 1.97       | 16                                    |
| Пантотенова кислота (B5) (mg)    | 0.47         | 1.15         | 1.09       | 1.43        | 0.28      | 0.47                  | 3.48     | 1.03   | -        | 0.74       | 5                                     |
| Вітамін В6 (mg)                  | 0.69         | 0.18         | 0.34       | 1.43        | 0.23      | 0.22                  | 0.91     | 0.97   | -        | 0.86       | 1.3                                   |
| Фолієва кислота (B9) (μg)        | 21           | 9            | 44         | 76          | 68        | 516                   | 48       | 77     | 0        | 63         | 400                                   |
| Вітамін А (IU)                   | 238          | 0            | 10         | 10          | 33        | 563                   | 4178     | 460    | 0        | 3220       | 5000                                  |
| Вітамін Е, альфа-токоферол (mg)  | 0.54         | 0.13         | 1.16       | 0.05        | 0.48      | 0.00                  | 1.13     | 1.30   | 0.00     | 0.40       | 15                                    |
| Вітамін К1 (μg)                  | 0.3          | 0.1          | 2.2        | 9.0         | 4.8       | 0.0                   | 7.8      | 8.7    | 0.0      | 2.0        | 120                                   |
| Бета-каротин (μg)                | 108          | 0            | 6          | 5           | 20        | 0                     | 36996    | 277    | 0        | 1306       | 10500                                 |
| Лютеїн+зеаксантин (μg)           | 1506         | 0            | 253        | 38          | 0         | 0                     | 0        | 0      | 0        | 86         | 6000                                  |
| Жири                             | [A]          | [B]          | [C]        | [D]         | [E]       | [F]                   | [G]      | [Y]    | [H]      | [Z]        | Рекомендована добова норма споживання |
| Насичені жири (g)                | 0.74         | 0.20         | 0.30       | 0.14        | 0.18      | 2.47                  | 0.09     | 0.13   | 0.51     | 0.40       | мінімально                            |
| Мононенасичені жирні кислоти (g) | 1.39         | 0.24         | 0.23       | 0.00        | 0.20      | 4.00                  | 0.00     | 0.03   | 1.09     | 0.09       | 22–55                                 |
| Поліненасичені жири (g)          | 2.40         | 0.20         | 0.72       | 0.19        | 0.13      | 10.00                 | 0.04     | 0.27   | 1.51     | 0.20       | 13–19                                 |
|                                  | [A]          | [B]          | [C]        | [D]         | [E]       | [F]                   | [G]      | [Y]    | [H]      | [Z]        | Рекомендована добова норма споживання |

A  сира жовта кукурудза

B  сирий незбагачений довгозернистий білий рис

C  сира тверда червона озима пшениця

D  сира картопля з м'якоттю та шкіркою

E  сира маніока

F  сирі зелені соєві боби

G  сирий батат

H  сире сорго

Y  сирий ямс

Z  сирі плантани

/*  неофіційно

## Зображення

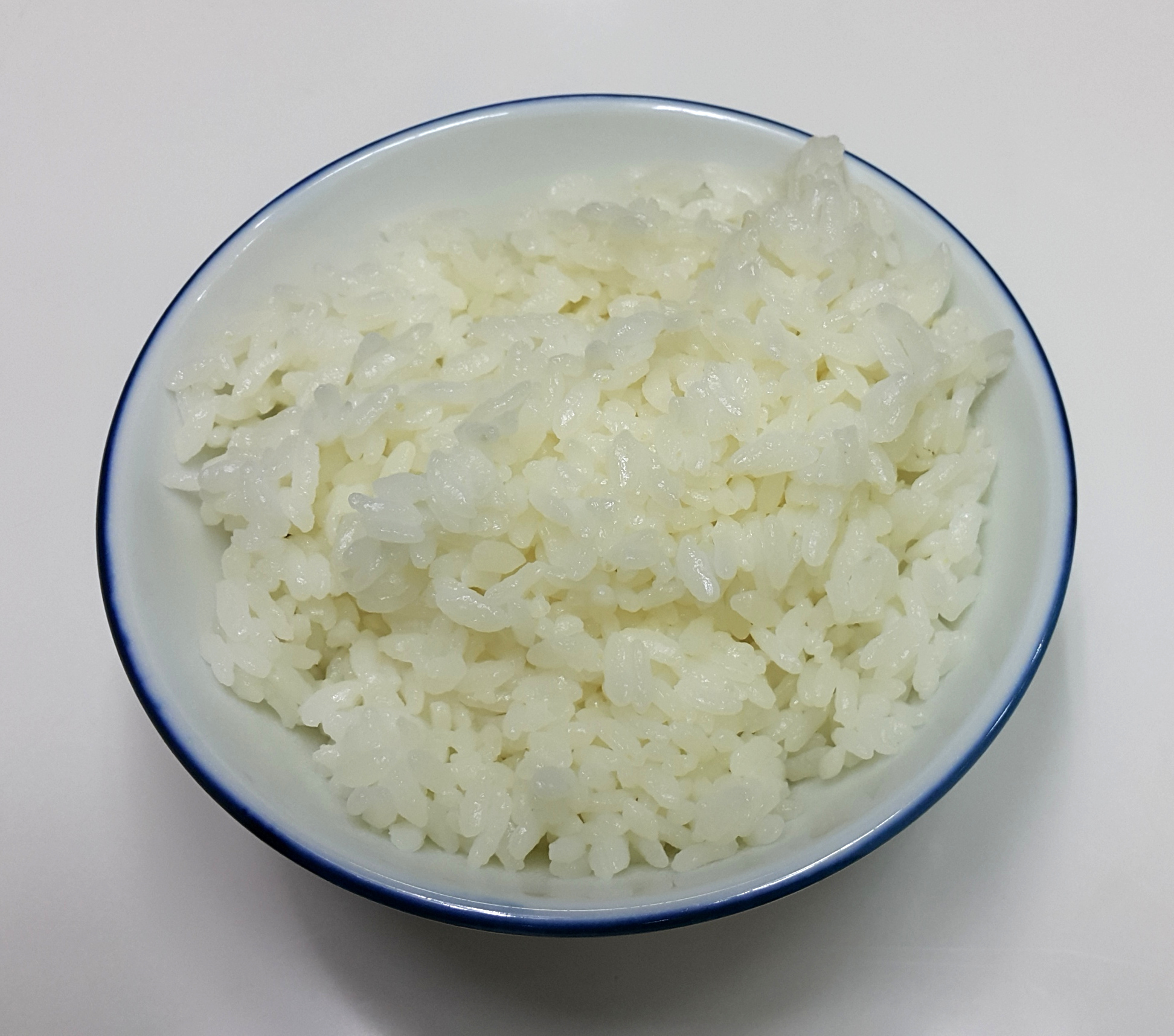
Білий рис, варений
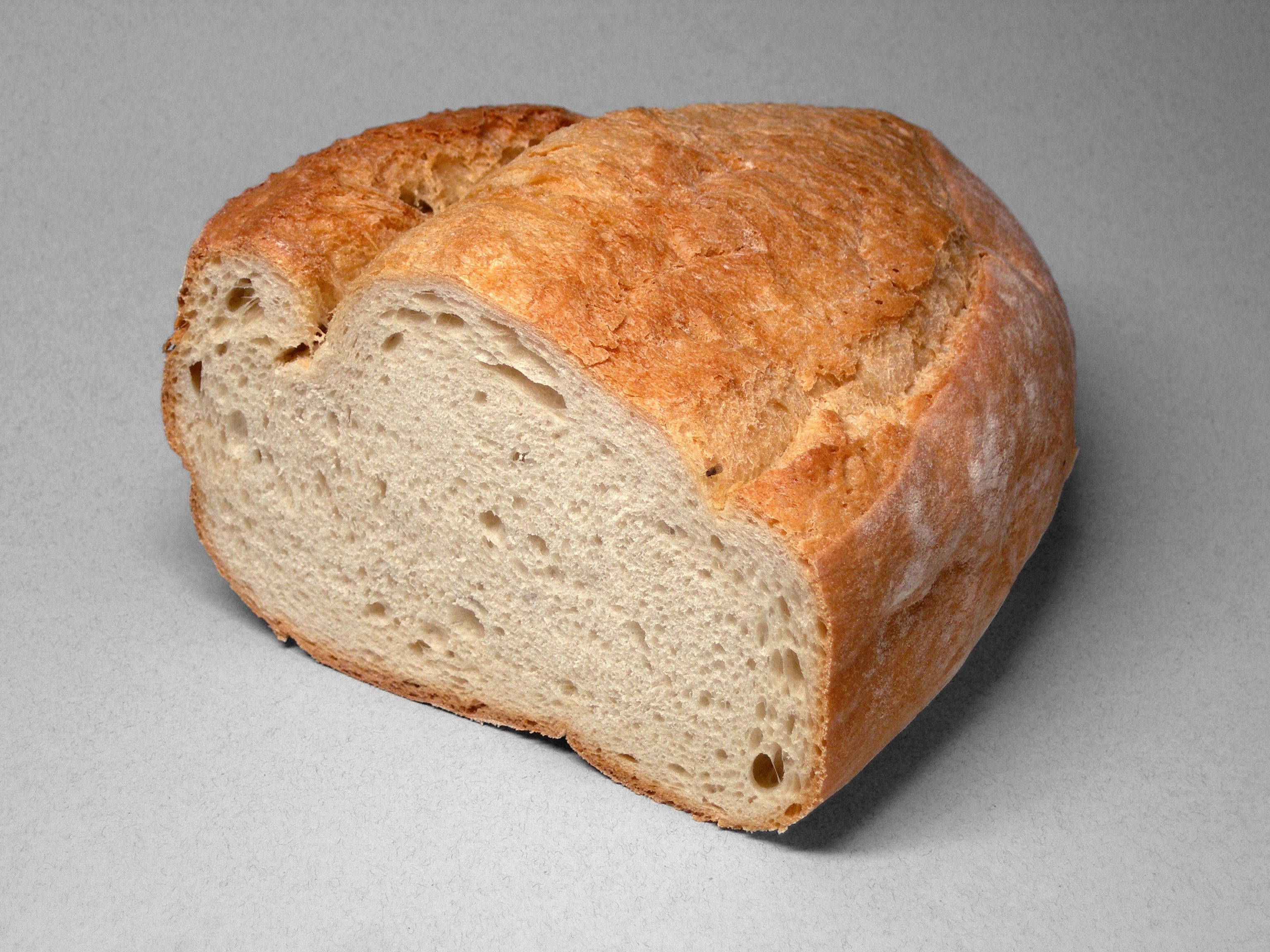
Хліб із пшеничного борошна
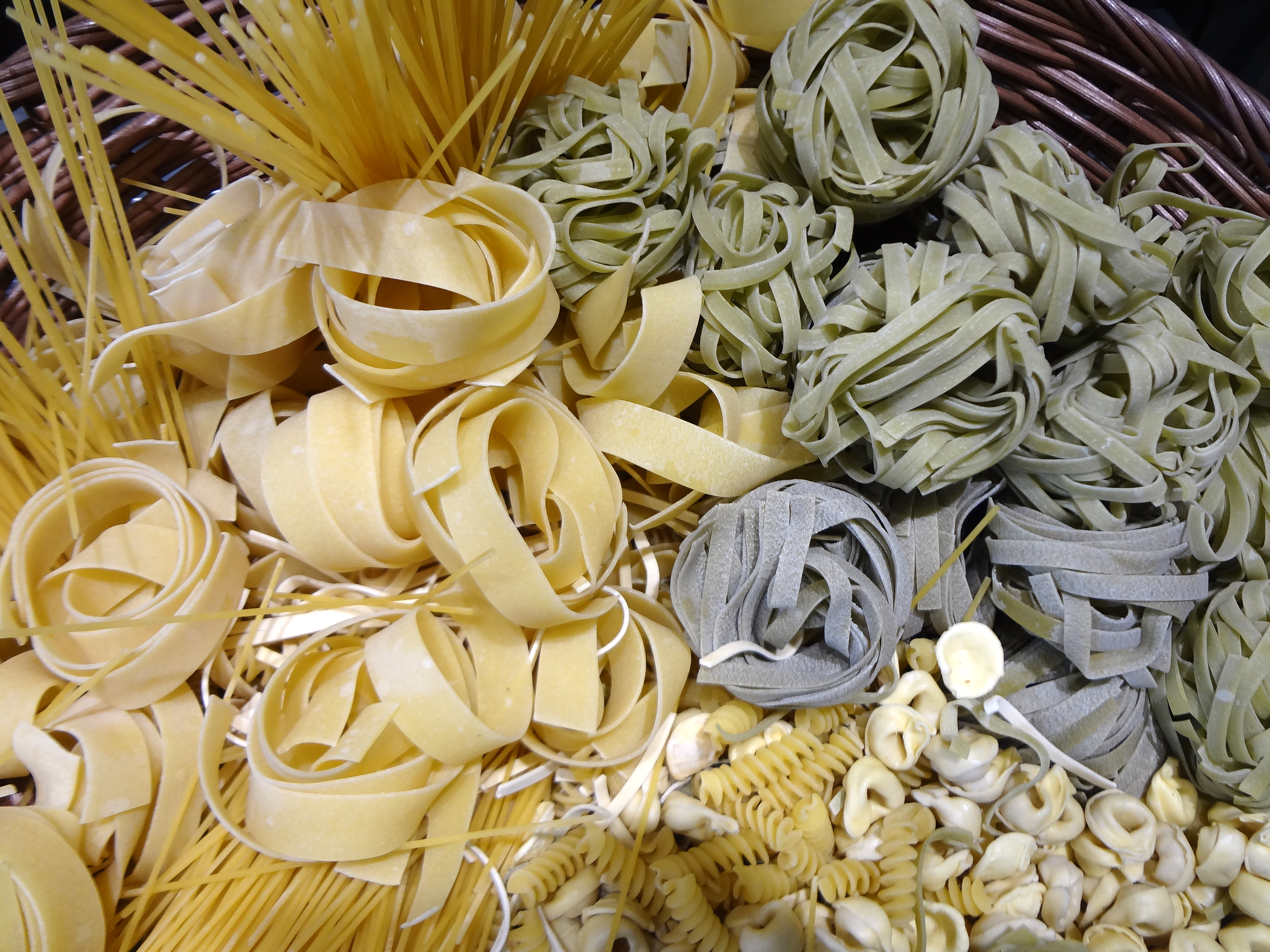
Макаронні вироби
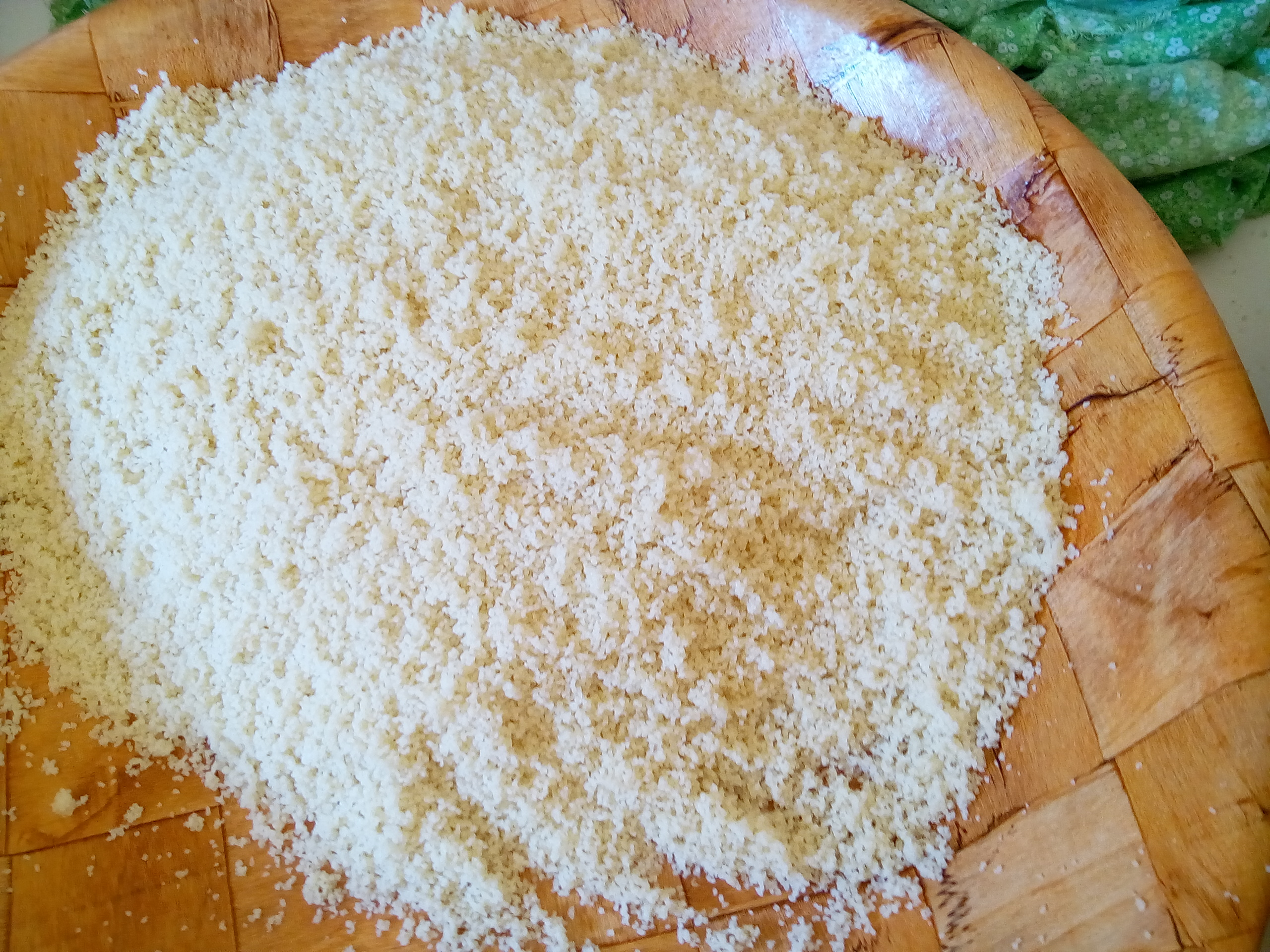
Кускус
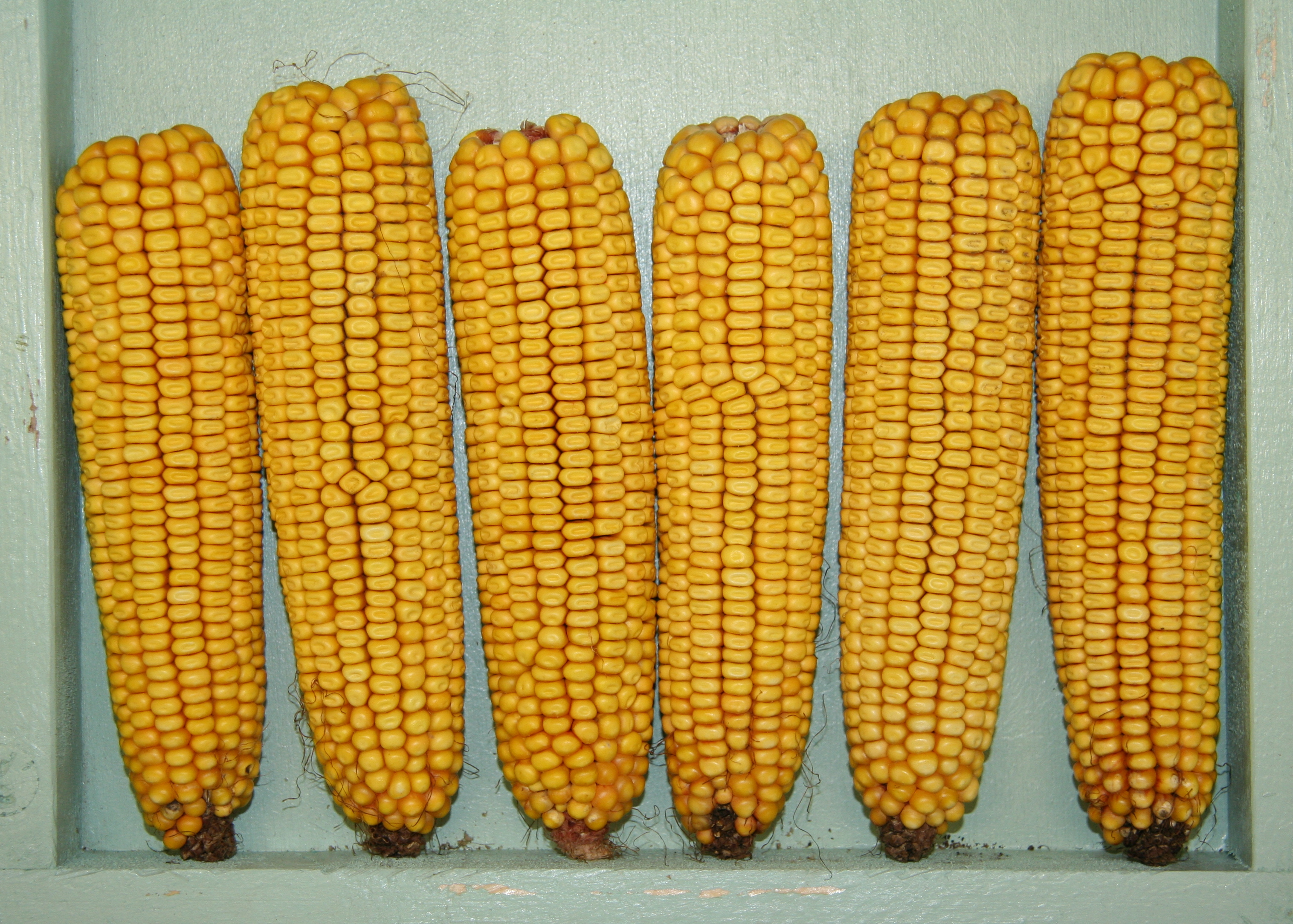
Кукурудза
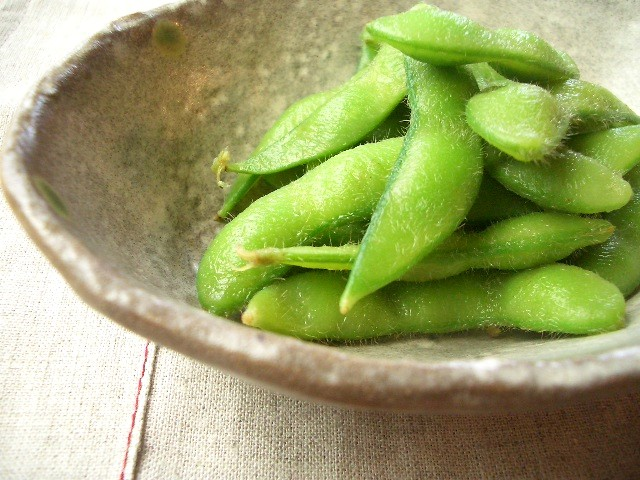
Едамаме (зелені соєві боби)
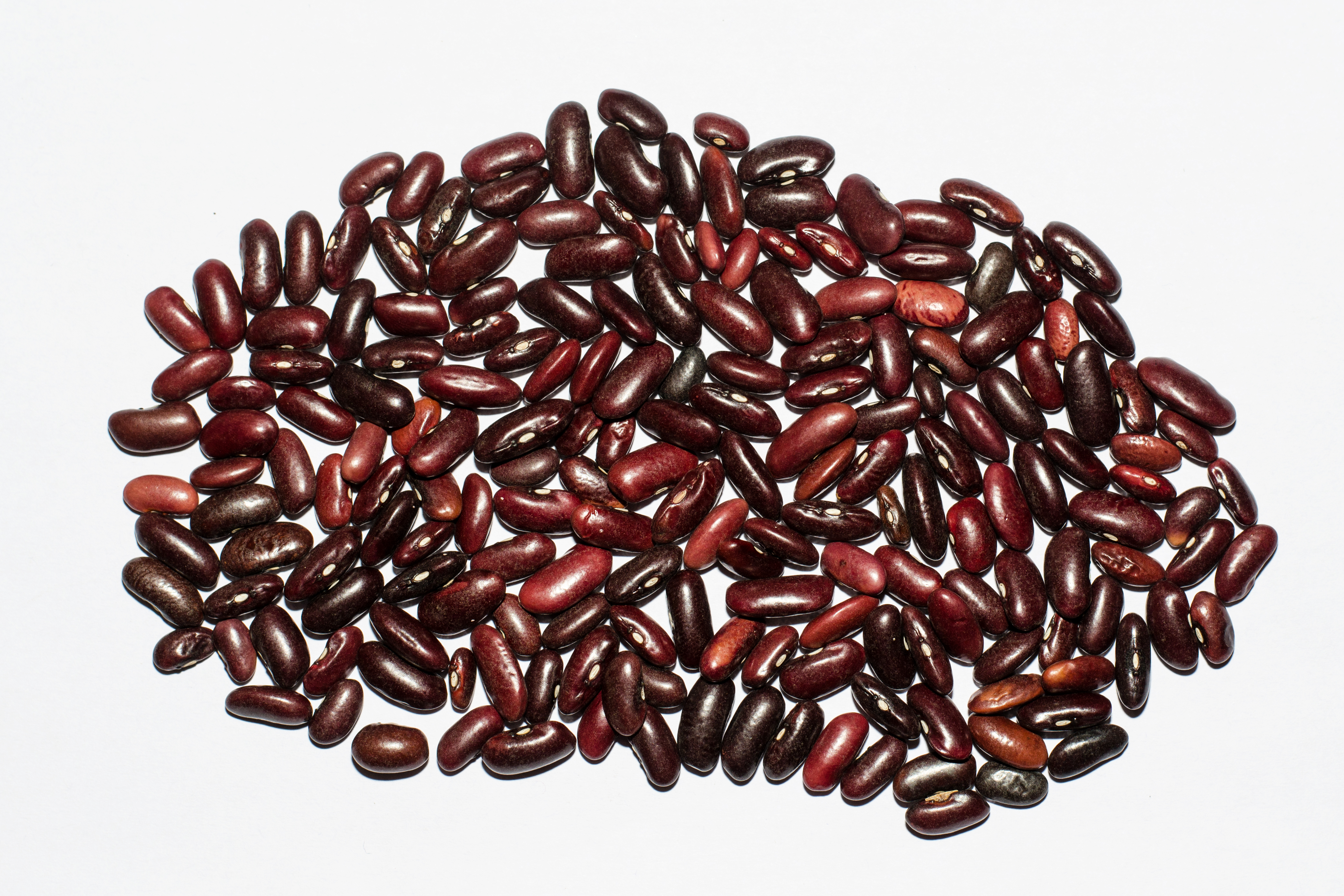
Квасоля
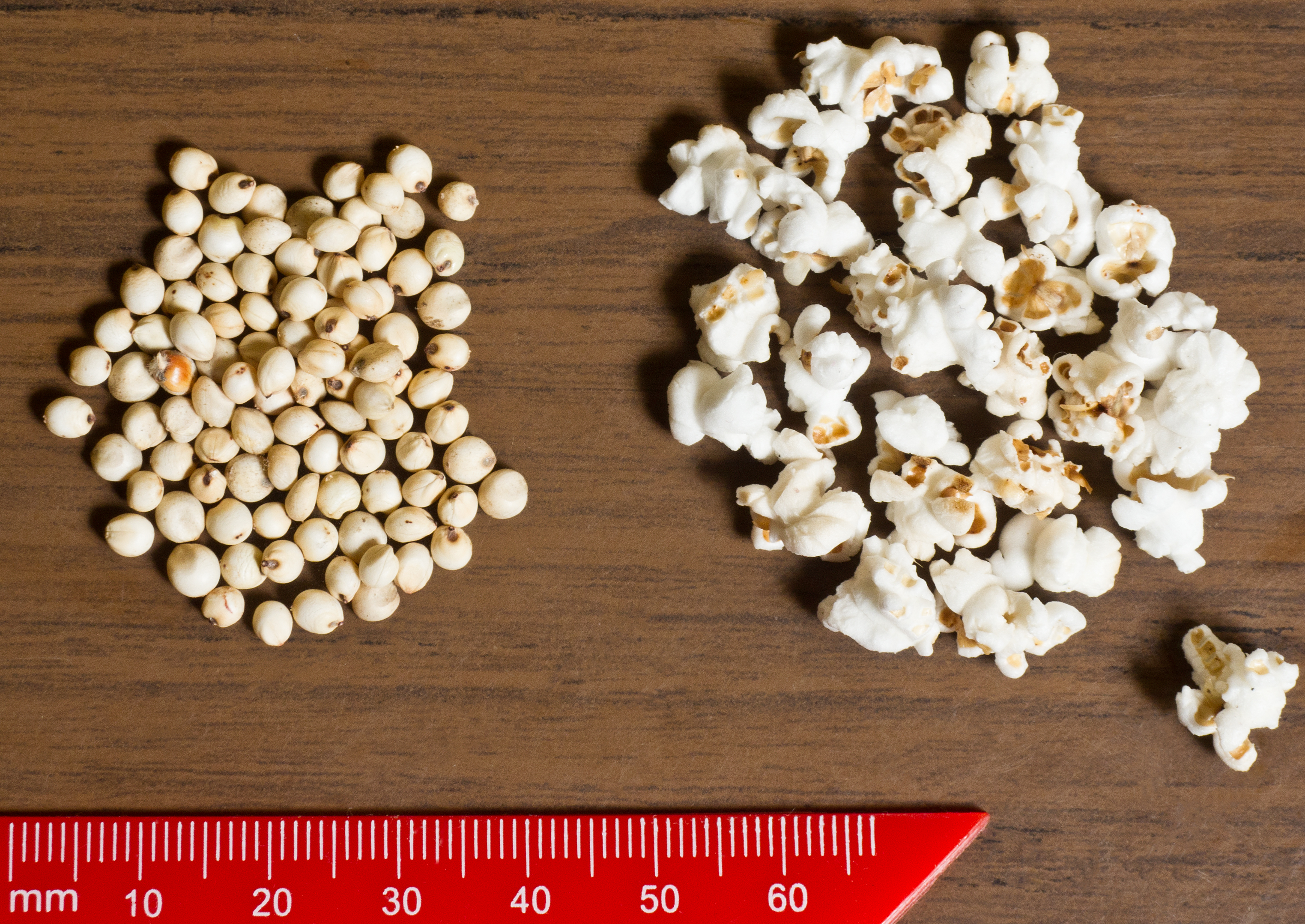
Насіння сорго та сорго сопле
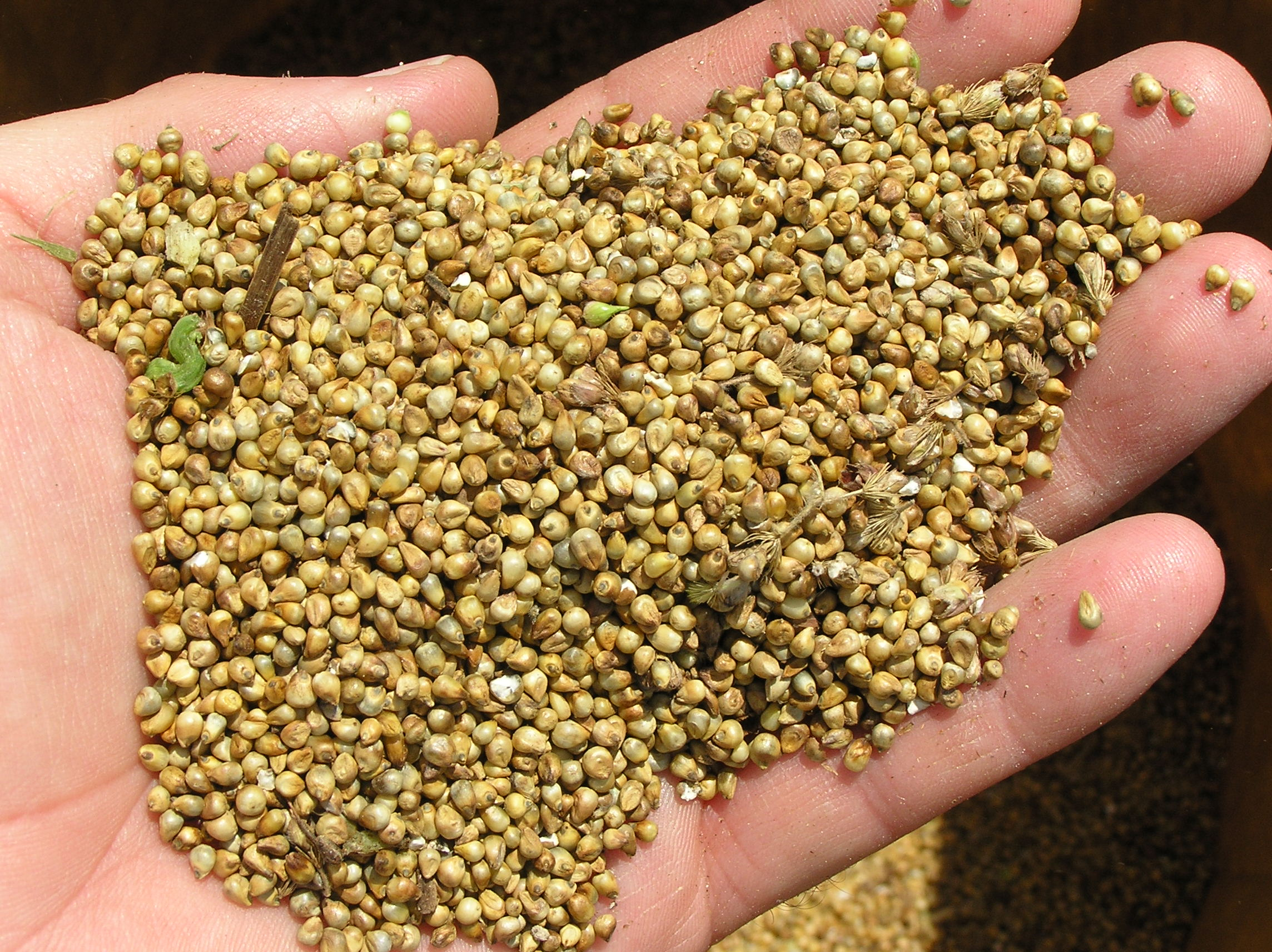
Зерна проса
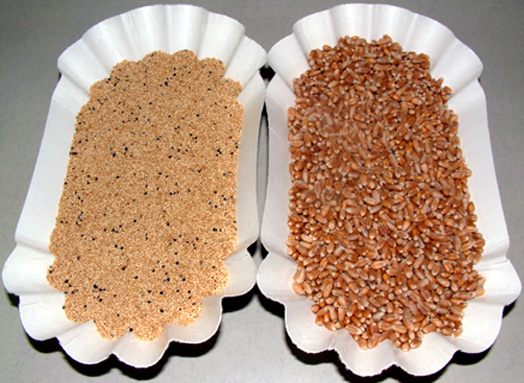
Щириця (ліворуч) і ягоди звичайної пшениці
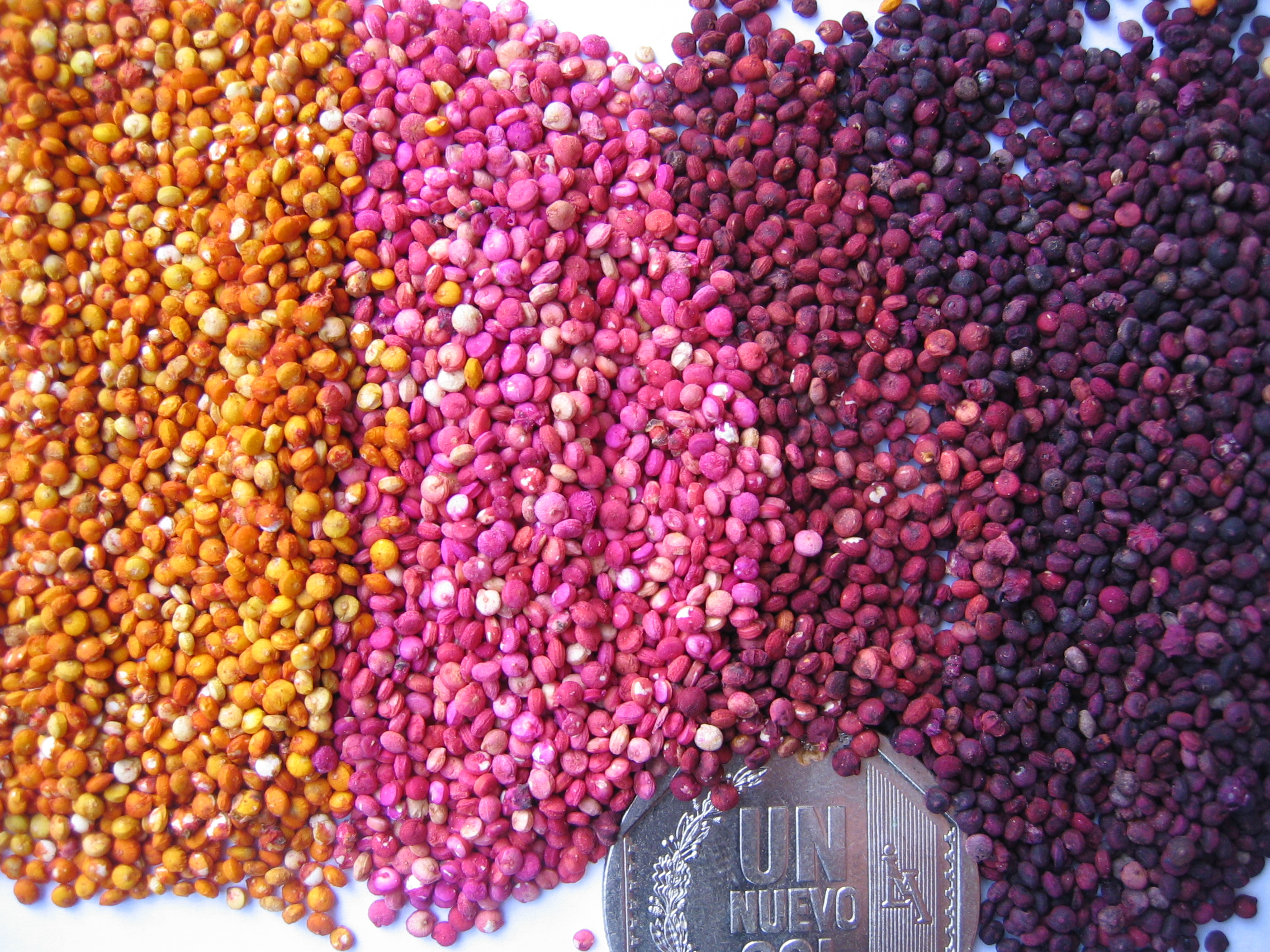
Кіноа кольорова
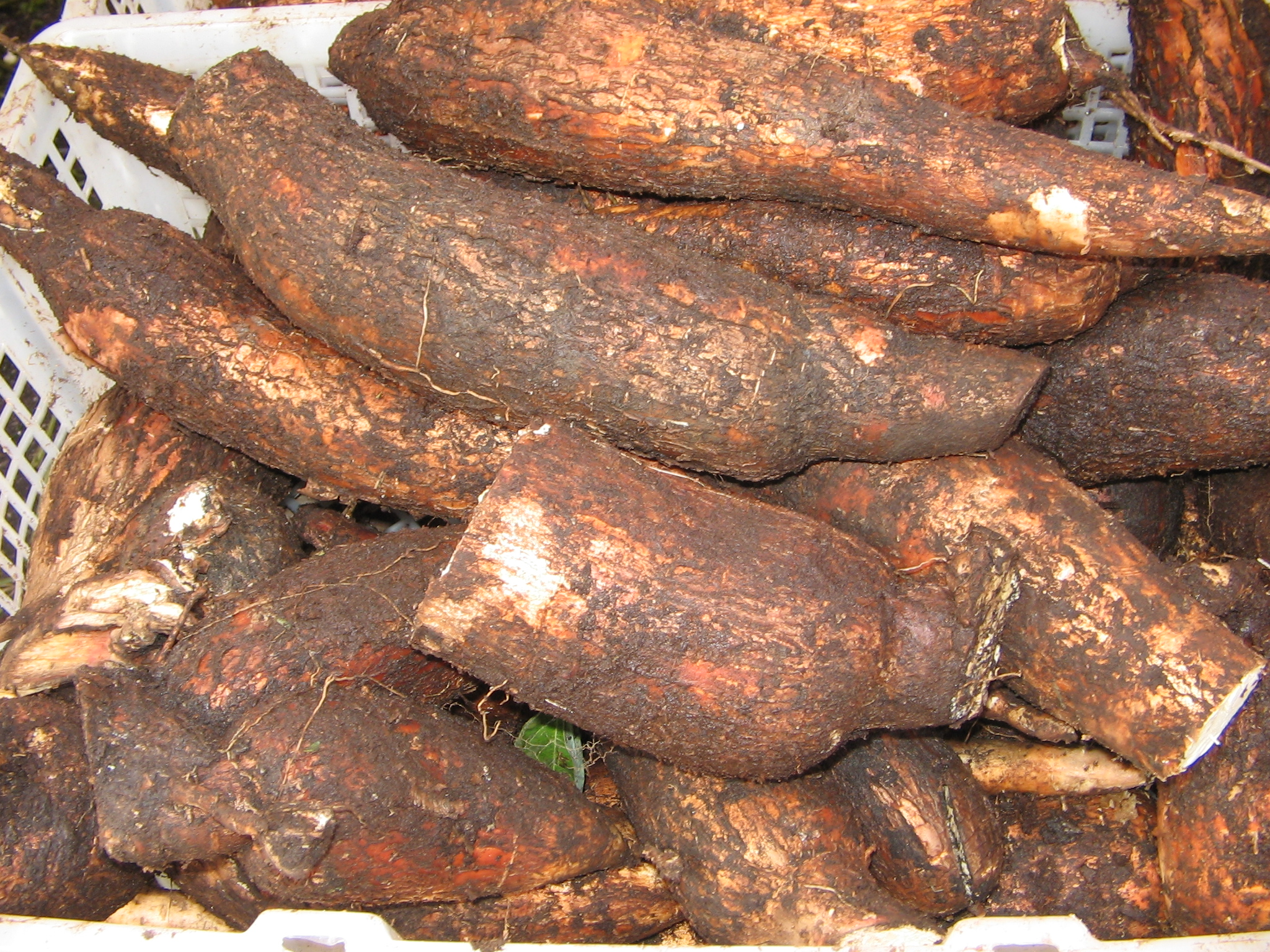
Коріння маніока
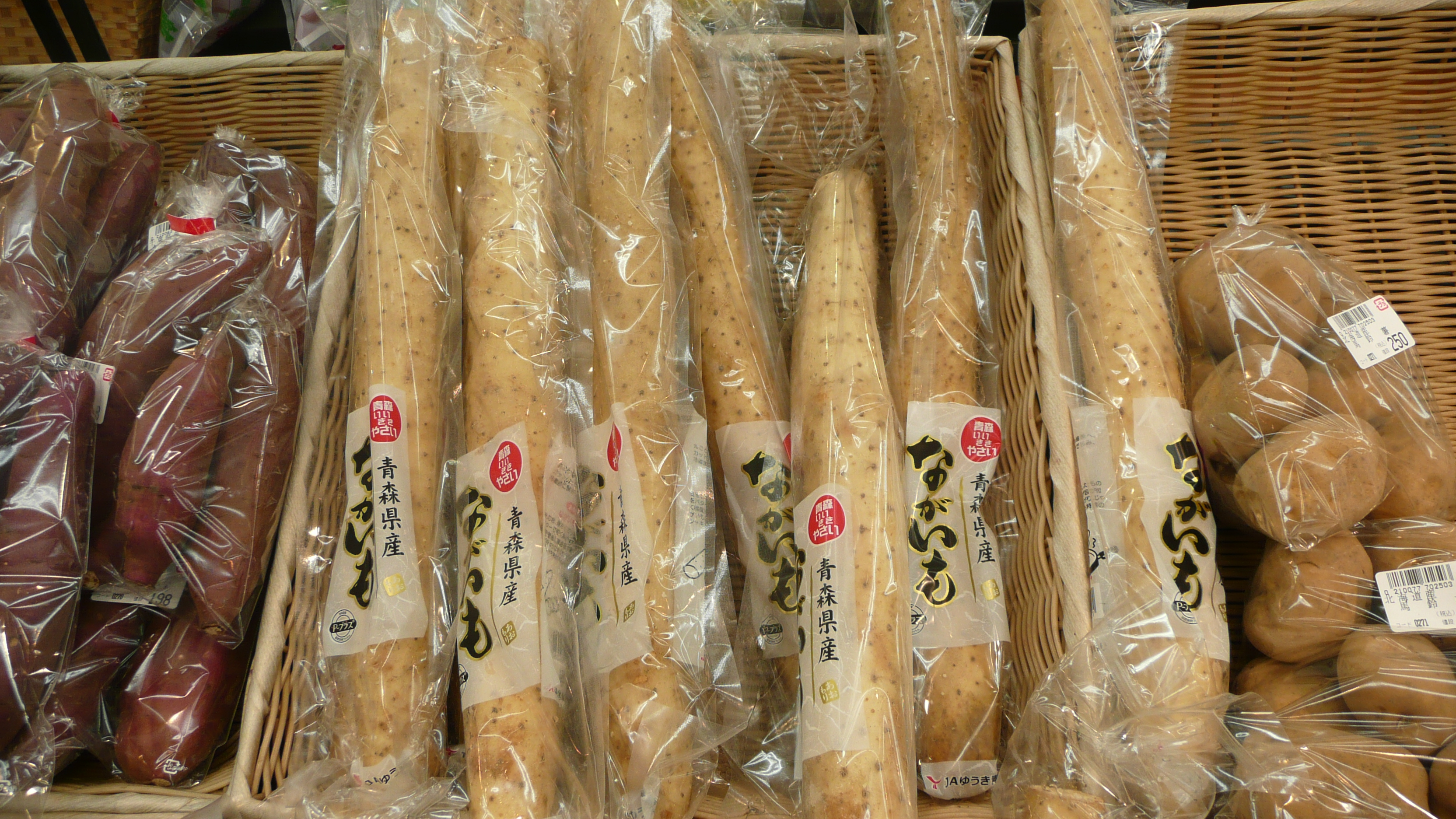
Китайський ямс
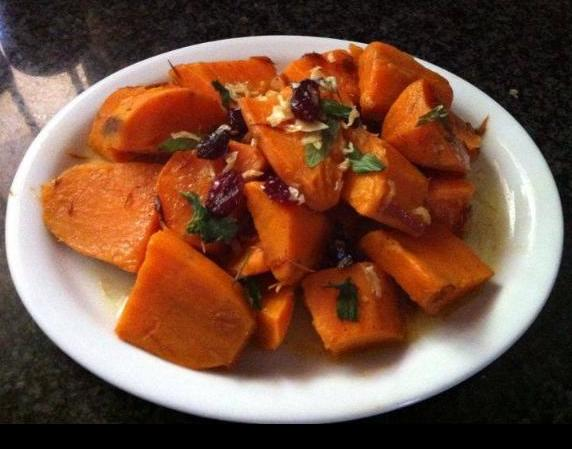
Салат із батата
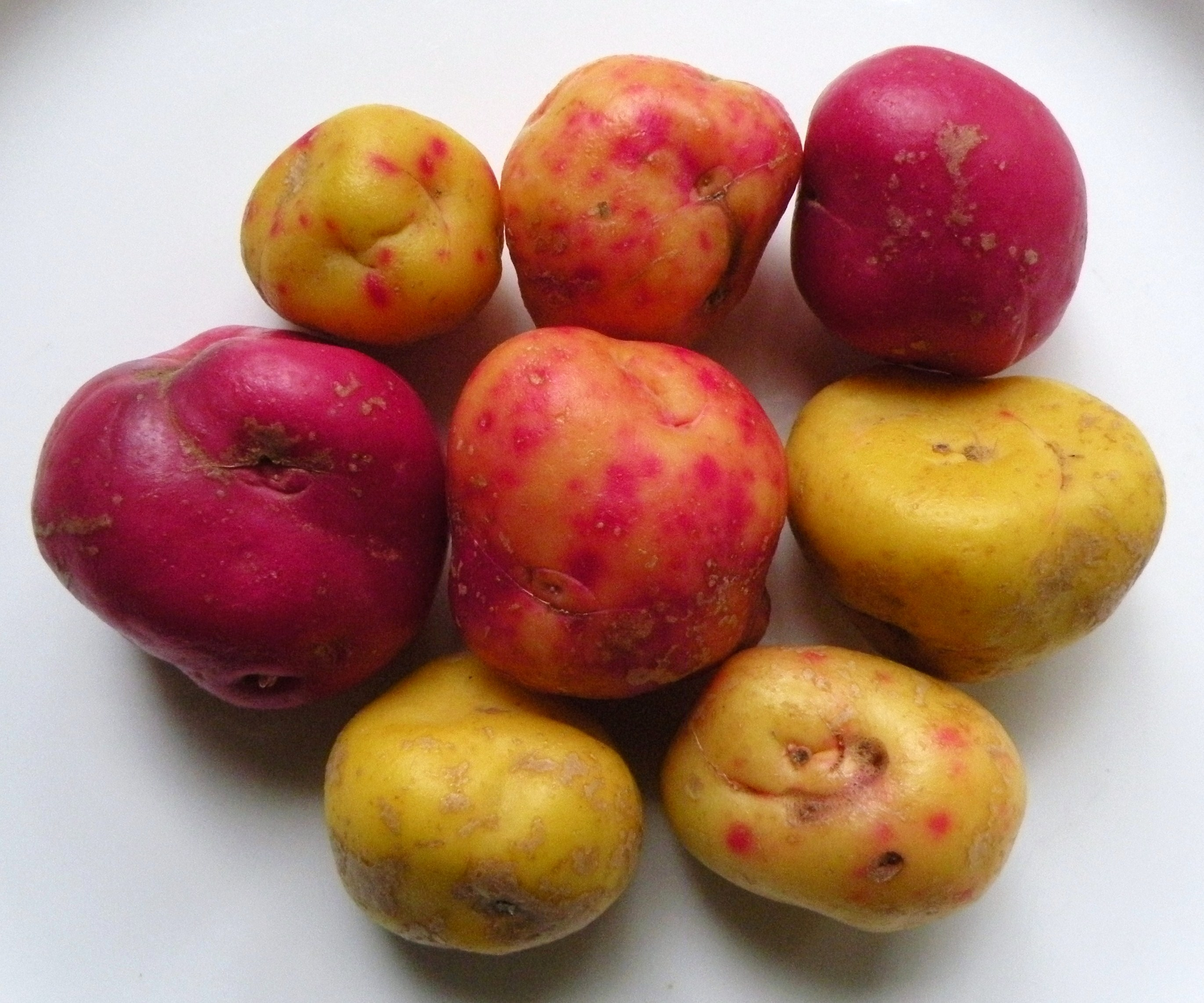
Бульби ульюко
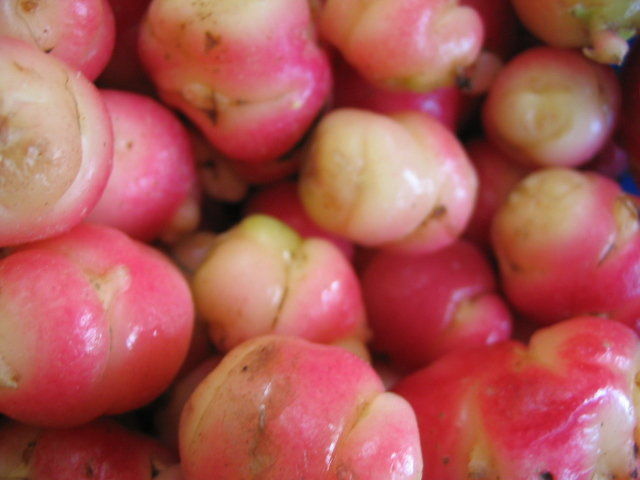
Бульби ока
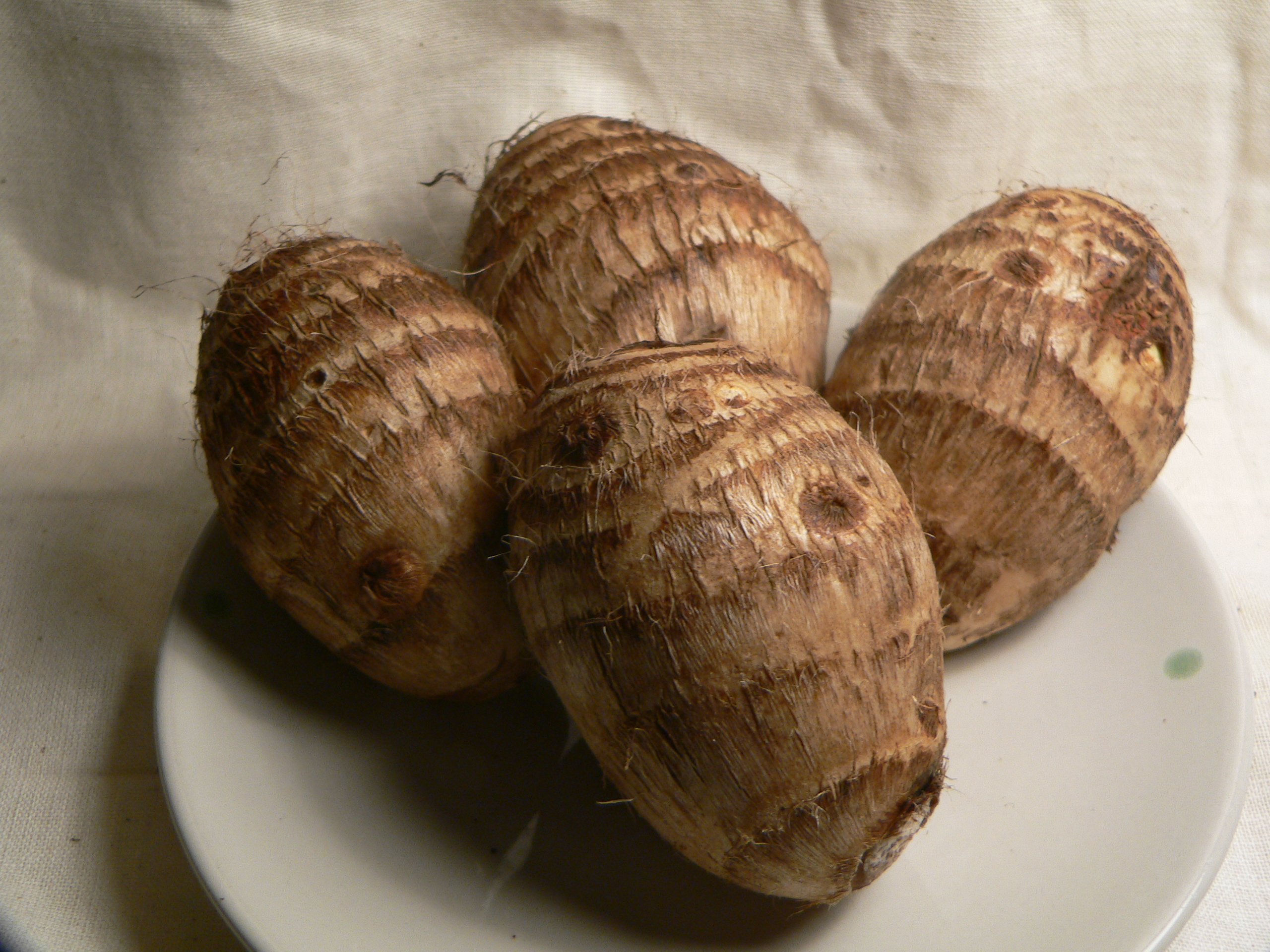
Коріння таро
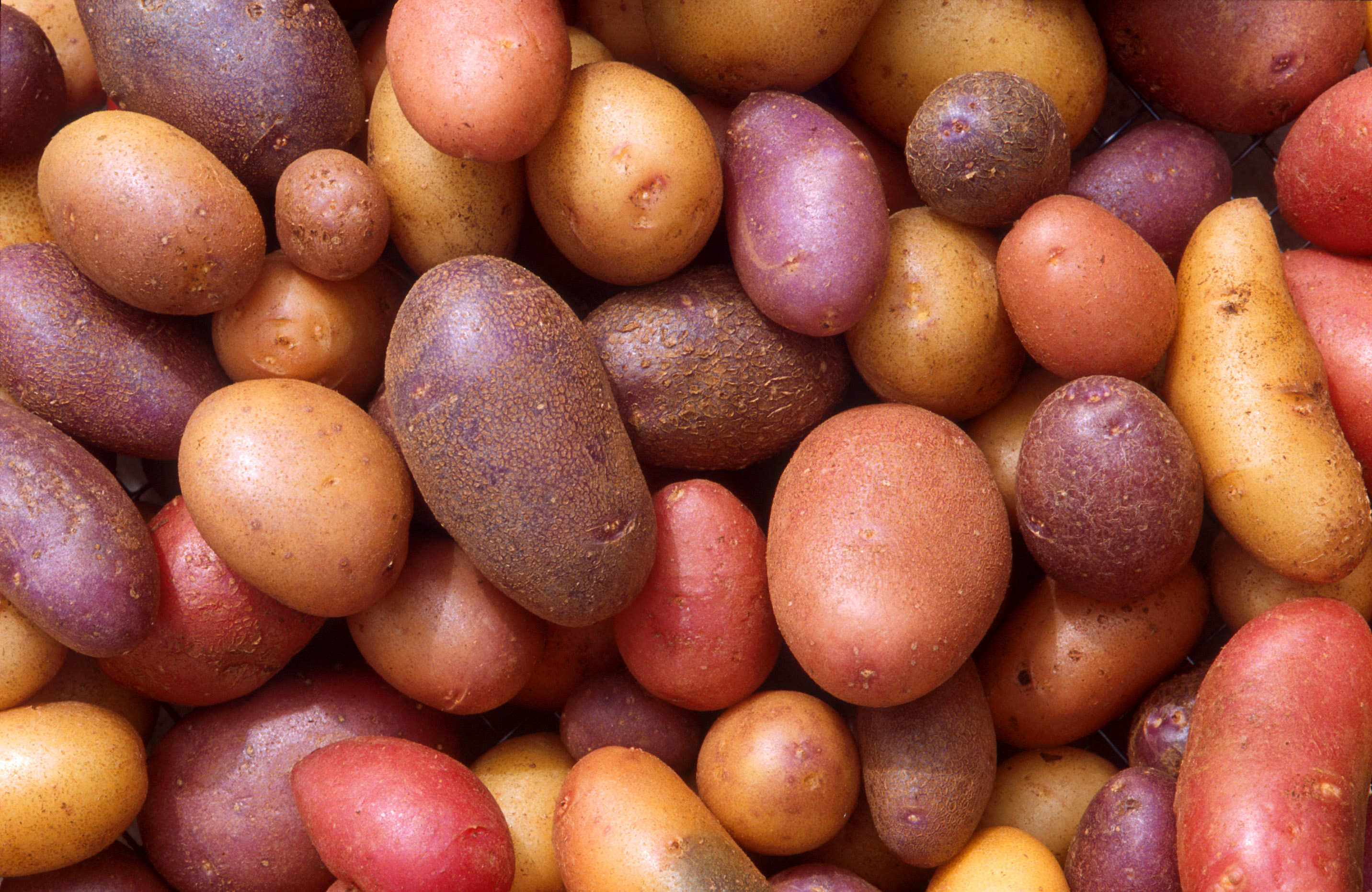
Картопля
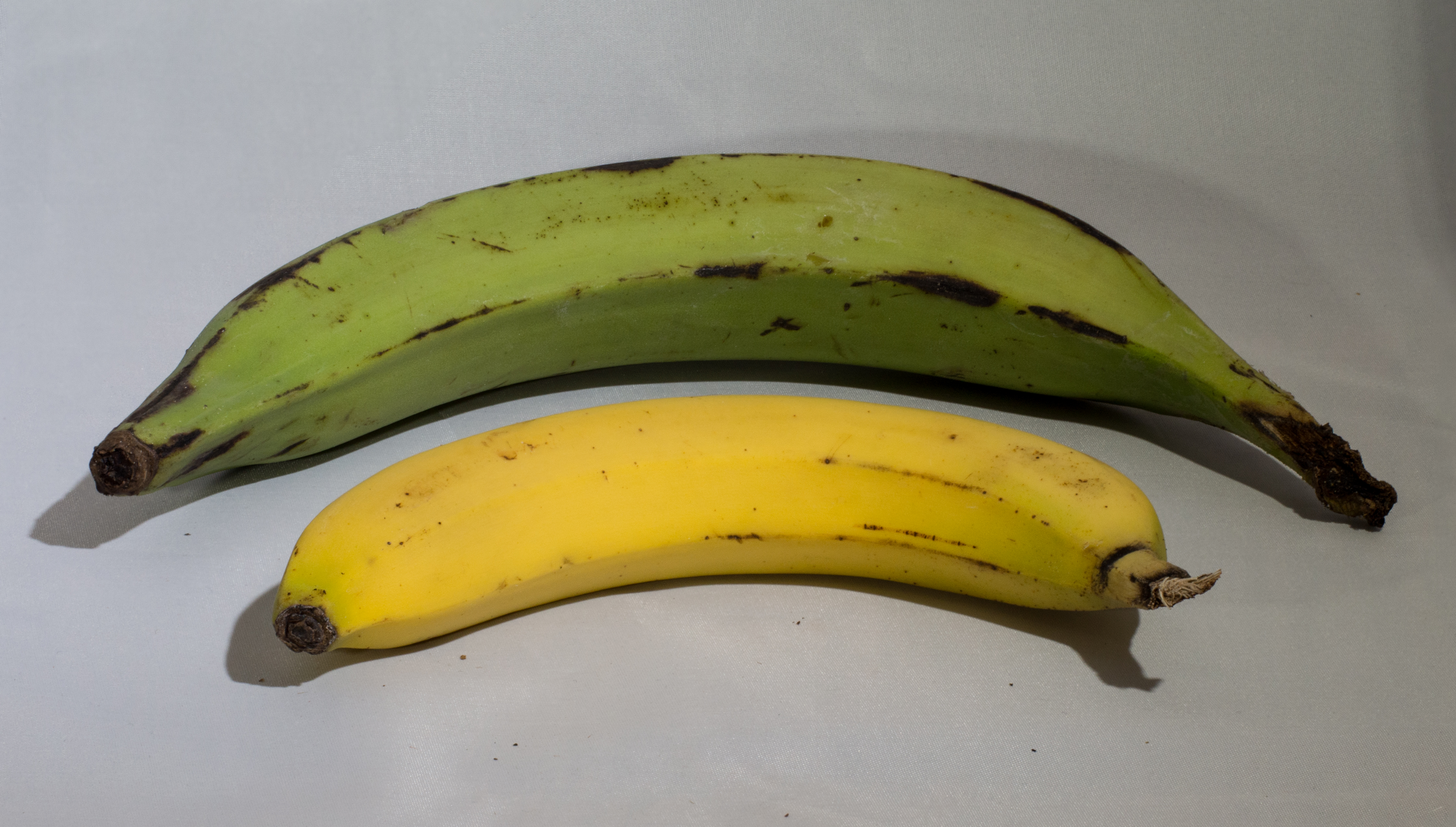
Плантан і банан